# 海因里希·巴尔特
海因里希·巴尔特（Heinrich Barth，1821年2月16日—1865年11月25日）德国探险家。

## 生平
海因里希·巴尔特1821年2月16日出生于汉堡，1844年毕业于柏林大学。大学期间巴尔特到过意大利和西西里岛，并制定了游历地中海沿岸国家的计划。在伦敦学习阿拉伯语后，于1845年开始，巴尔特从丹吉尔出发，通过陆路穿越了整个北非，参观了巴巴里和昔兰尼加的古城遗址。他还穿越埃及，溯尼罗河而上至瓦迪哈勒法，向东穿越沙漠到达红海沿岸的贝列尼斯-特罗格罗迪卡（贝勒奈西），在埃及期间他曾受到强盗的袭击而受伤。之后经西奈半岛，巴尔特游历了巴勒斯坦、叙利亚、小亚细亚、土耳其和希腊等地的古代遗迹。1847年回到柏林。1849年出版了游历地中海沿岸地区的考察报告。
经普鲁士外交官克里斯蒂安·本森的推荐，海因里希·巴尔特与天文学家阿道夫·奥弗韦格加入了英国詹姆斯·理查森的撒哈拉探险队。探险队于1850年初从的黎波里出发，向南穿越撒哈拉沙漠。1851年3月，理查森在今尼日利亚北部去世，巴尔特接任指挥。探险队探索了乍得湖南部和东南部地区，绘制了貝努埃河上游的地图。奥弗韦格于1852年9月去世后，巴尔特独自前往廷巴克图，在那里停留了六个月，之后经由的黎波里，于1855年返回伦敦。这次探险是非洲内陆进行的最富有成效的探险之一。尽管经历了染病和队员的离世，巴尔特还是走了约16000公里（约10000英里）的路程，通过推算定位确定了准确的路线，仔细研究记录了到访过的古老的苏丹国或酋长国的地形、历史、文化和资源，并将尼日尔河中游地区的首份记录带回欧洲。是次探险的记录在1857至1858年被整理出版成《北非和中非的旅行与发现》5卷，同时以德语和英语出版。该著作被认为是该地区最全面最权威的记录之一。巴尔特的工作受到英国政府的表彰和奖励。之后巴尔特又游历了土耳其、小亚细亚、西班牙、意大利和阿尔卑斯山。1863年被任命为柏林大学地理学教授。1865年11月25日在柏林去世。